# Colegiata de Santa María la Mayor (Talavera de la Reina)

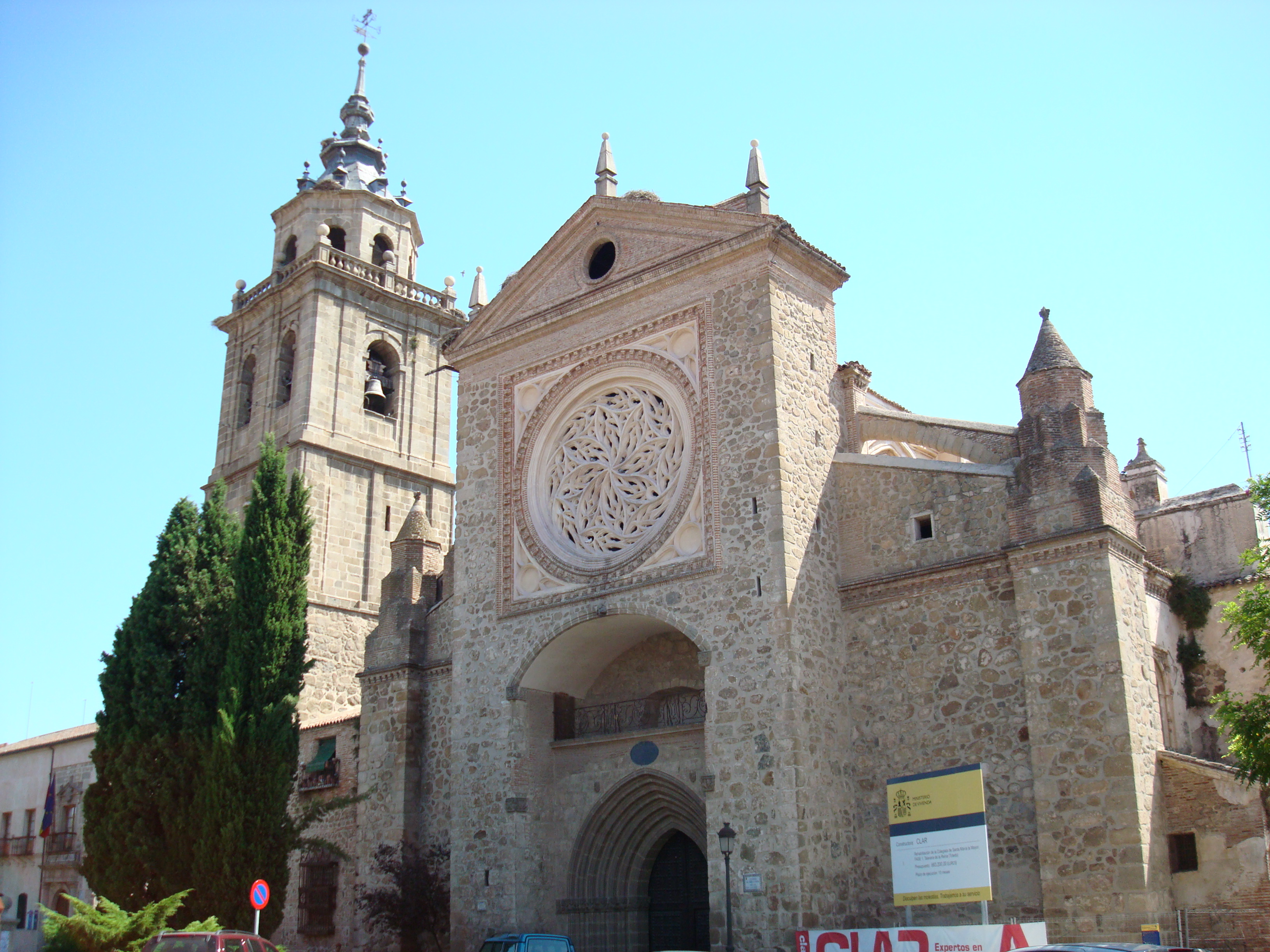
Westfassade der Kollegiatkirche Santa María la Mayor

Die Kollegiatkirche Colegiata de Santa María la Mayor in der Stadt Talavera de la Reina im Westen der Provinz Toledo in der Autonomen Region Kastilien-León gehört dem Übergangsstil von der Spätgotik zur Renaissance an.

## Lage
Der Kirchenbau befindet sich etwa 130 Meter vom Nordufer des Tajo entfernt an der Plaza de Pan im Gewirr der Altstadtgassen von Talavera.

## Geschichte
Bereits im Jahre 1194 ist eine Kirche an dieser Stelle belegt; im Jahre 1211 wurde diese – zum Dank für die von der Stadt zugesagten Heereseinheiten bei der für das Folgejahr geplanten Entscheidungsschlacht zwischen Mauren und Christen von Las Navas de Tolosa – von Alfons VIII. und dem Erzbischof von Toledo Jiménez de Rada zur Kollegiatkirche erhoben. Im 15. und 16. Jahrhundert fanden – zeitweise wohl auch unter der Leitung des toledaner Kathedralarchitekten Maestro Alfonso – umfangreiche Umbauten an der Kirche statt – damals erhielt die Kirche ihr heutiges Aussehen mitsamt einem Kreuzgang (claustro).

## Architektur

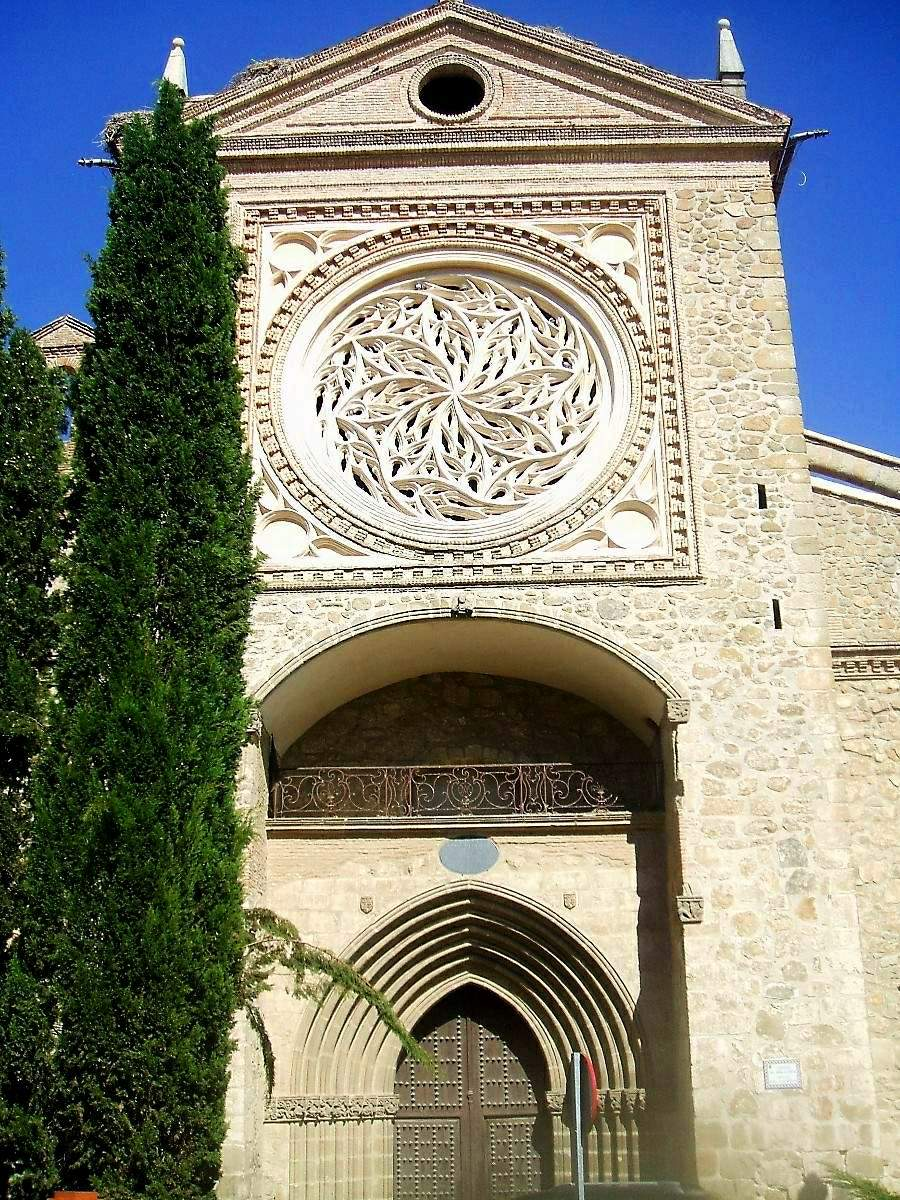
Westfassade – die Fensterrose besteht in ihrem Kern aus gemauerten Ziegelsteinen und ist mit Stuck verkleidet.

Mittelschiff – die Schwibbögen dienen der Stabilisierung und sind eine spätere Zutat.

Bereits von außen ist die dreischiffige Anlage der Kirche erkennbar, deren Seitenschiffe von gotischen Strebebögen überspannt werden, die die Wände des Mittelschiffs stabilisieren. Als Widerlager für die Schubkräfte finden sich allerdings keine gotischen Fialen, sondern kleine Rundtürme mit Kegeldach.

### Westfassade und Fensterrose
Die weitgehend aus kaum behauenen Bruchsteinen errichtete Westfassade der Kirche wird dominiert von einem vorspringenden Mittelrisalit, dessen mittlerer Segmentbogen das – bis auf einige Figürchen an den Kapitellen – weitgehend schmucklose Portalgewände mitsamt den Archivolten und einem darüber befindlichen Balkon einrahmt. Die obere Hälfte der Westfassade wird von einem quadratischen Rahmen eingenommen, in den mittig eine höchst originelle spätgotische Fensterrose (um 1470) eingesetzt ist, deren Maßwerk aus Fischblasen besteht, die sternförmig um einen Mittelpunkt kreisen. Die mudéjare Konstruktionstechnik der Rose ist ebenfalls außergewöhnlich: Sie besteht in ihrem Kern aus vermauerten Ziegelstein-Bruchstücken und ist mit Stuck verkleidet. Über der Fensterrose befindet sich ein dreieckiges Giebelfeld mit einem zentralen Oculus, das von drei Obelisken bekrönt wird.

### Turm
Der Glockenturm steht wenige Meter nördlich, getrennt von der Westfassade; sein ungegliedertes quadratisches Untergeschoss ist aus nur grob behauenen Bruchsteinen errichtet. Das durchgängig im Renaissancestil errichtete und durch Eck- und Mittellisenen gegliederte Mittelgeschoss zeigt dagegen einen Mauerwerksverband aus exakt behauenen Steinen, der sich im dritten Geschoss fortsetzt, in welchem sich sechs Schall- und Schwingöffnungen für die Glocken der Kirche befinden. Den Abschluss des Turmes bildet eine Brüstung sowie eine oktogonale Laterne mit einem achtteiligen Zeltdach.

### Inneres
Das Innere der Kirche macht – vor allem wegen seiner sternförmigen Rippengewölbe – einen spätgotischen Eindruck, doch zeigen die flachen Profile an den Pfeilerecken und an den Bögen zwischen Mittelschiff und Seitenschiffen schon einen deutlichen Einfluss der Renaissance. Ungewöhnlich sind die Schwibbögen, die allerdings nachträglich eingebaut wurden um nach innen gerichtete Druck- und Schubkräfte aufzunehmen und abzufangen.

### Ausstattung
Der Altarbereich ist durch ein schmiedeeisernes Gitter (reja) vom Mittelschiff abgegrenzt; das Gemälde innerhalb des steinernen Retabels zeigt eine Darstellung der Himmelfahrt Mariens (asunción) aus dem 18. Jahrhundert. In mehreren Seitenkapellen finden sich ebenfalls Gemälde, Skulpturen und Keramikarbeiten (azulejos) aus verschiedenen Jahrhunderten.

### Kreuzgang
Der spätgotische Kreuzgang des Stiftes schließt sich auf der Südseite der Kirche an; sein Innenhof ist von Steinplatten bedeckt – in seiner Mitte befindet sich ein Brunnen. Die Pfeiler der kapitelllosen Spitzbogenarkaden werden überhöht von mächtigen Fialen.